# Leevi Madetoja
Leevi Antti Madetoja (født 17. februar 1887 i Oulu, Finland, død 6. oktober 1947 i Helsinki) var en finsk komponist.
Madetoja var en romantisk komponist inspireret af Jean Sibelius. Han har komponeret tre symfonier, orkesterværker, en opera, en ballet, og symfoniske digte.
Han hører til en af Finlands tidlige betydningsfulde komponister.

## Biografi
Hans fader emigrerede til USA for at tjene penge til familien, men døde der af tuberkulose uden at have set sin søn.
Han studerede musik ved Helsingfors universitet og hos Jean Sibelius 1906-1910, i Paris hos Vincent d'Indy 1910–1911 og i Wien og Berlin 1911–1912. Årene 1912-1914 var han assisterende kapelmester for Filharmoniska orkestern i Helsingfors og 1914-1916 leder af Vyborgs musikvenners orkester og lærer ved byens orkesterskole. Da han vendte tilbage til Helsingfors, blev han lærer i musikteori og musikhistorie ved Helsingfors konservatorium frem till 1939. Han var tillige aktiv som musikkritiker i Helsingin Sanomat 1916-1932 og som musiklærer ved universitetet 1926-1947. Professor 1937.
Madetoja oprettede i 1917 sammen med komponisten Robert Kajanus Finlands tonkonstnärsförbund. Han blev medlem af Kungliga Musikaliska Akademien 1935.
Han er begravet på Sandudds begravningsplats i Helsingfors.

## Musikken
Musikken er stærkt påvirket af österbottnisk folkemusik, og Madetoja ved siden af Jean Sibelius en vigtig repræsentant for den finske senromantik. I begyndelsen komponerede han i den stil og var stærkt påvirket af Richard Strauss. Et eksempel på dette er den første symfoni. Allerede i symfoni nr. 2 har han fundet et mere selvstændigt tonesprog. Naturens skønhed kontrasteres her mod den finske borgerkrig under hvilken både hans broder og hans komponistkollega Toivo Kuula døde.
I 1923 komponerede han den finske nationalopera Österbottningar (finsk: Pohjalaisia) og derefter fandt han en lettere, fransk inspireret stil, som også var et resultat af et ophold i Frankrig 1926. Der skrev han symfoni nr. 3 og balletsuiten Okon Fuoko. Hans anden opera Juha (1935) fik ikke samme succes som Österbottningar.
Efter færdiggørelsen af kantaten Lauluseppele i 1938 bragte økonomiske bekymringer og dårligere helbred til en nedgang i kompositionsvirksomheden. Frem til hans død tilkom kun nogle a cappella-korværker under årene 1945 og 1946.

## Værker
- Pianotrio, e-Moll Op. 1
- Sonatine för violin och piano Op. 19
- Kuoleman Puutarha ("Dødens have") for piano Op. 41
- Lyrisk suite Op. 51
- Kullervo, symfonisk dikt efter Kalevala (1913)
- Symfoni nr. 1 (1914-1916) - for orkester
- Symfoni nr. 2 (1916-1918) - for orkester
- Comedy ouvertyr (1923)
- Operaen Österbottningar (Pohjalaisia) (1923)
- Symfoni nr. 3 (1925-1926) - for orkester
- Balletpantomimen Okon fuoko (1927)
- Operaen Juha (1935)
- Kantaten Lauluseppele (1938)
- I alt 34 korværker (1908-1946)